# روزمونت (ایلینوی)
روزمونت (به انگلیسی: Rosemont) یک روستا در شهرستان کوک (ایلینوی)، ایالات متحده آمریکا است که در شمال غربی شیکاگو واقع شده‌است. بر اساس سرشماری ۲۰۱۰ ایالات متحده آمریکا این روستا دارای ۴٬۲۰۲ نفر می‌باشد. این روستا در سال ۱۹۵۶ تأسیس شد، هرچند مدت‌ها قبل از آن وجود داشت. در حالی که مساحت زمین و جمعیت سرزمین روزمونت نسبتاً کوچک در میان شهرداری‌های در منطقه کلمبیا شیکاگو است، این روستا مرکز مهمی برای فعالیت تجاری در منطقه است و یکی از عوامل تأثیرگذار در مسیر طلایی است.

با توجه به نزدیکی آن به چندین محوطه، از جمله فرودگاه بین‌المللی اوهر شیکاگو و مرکز شهر شیکاگو، آن را به عنوان یک منطقه سرگرمی قابل توجه و با امکانات تجاری، میلیون‌ها فوت مربع فضای اداری، نزدیک به ۵۰ رستوران، ۱۵ هتل، ۸۴۰٬۰۰۰ فوت مربع (۷۸٬۰۰۰ متر مربع) مرکز کنوانسیون دونالد ا. استفنز (محل برگزاری کنوانسیون‌ها و نمایشگاه‌های تجاری)، سالن آل‌استار با ۱۶٬۰۰۰ صندلی (برگزاری کنسرت‌ها و دیگر رویدادهای زنده)، تئاتر روزمونت با ۴٬۰۰۰ صندلی، فروشگاه‌های مد ۱۳۰ در شیکاگو، ورزشگاه روزمونت (محل استادیوم بیسبال و ۱۴۰٬۰۰۰ فوت مربع گنبد ورزشی داخلی) و مجموعه سرگرمی پارک ام بی که دارای رستوران‌ها، سرگرمی‌ها و یک منطقه وسیع مشترک برای کنسرت‌های تابستانی و اسکی روی یخ در زمستان استفاده می‌شود تبدیل کرده‌است. روزمونت در نزدیکی رودخانه کازینو در دس‌پلینز، ایلینوی است و هتل‌ها، دفاتر، رستوران‌ها و تأسیسات شرکت‌های بزرگ در مجاورت محله اوهاری شیکاگو قرار دارند.

## جمعیت‌شناسی
در سرشماری ۲۰۰۰، ۴٬۲۲۴ نفر، ۱٬۶۹۲ خانوار و ۹۸۶ خانواده در این روستا ساکن بودند. تراکم جمعیت ۲٬۴۲۳٫۶ در هر مایل مربع بود. ۱٬۷۴۵ واحد مسکونی با میانگین تراکم ۱٬۰۰۱٬۲ در هر مایل مربع (۳۸۷٫۲ در هر کیلومتر مربع) وجود داشت. آرایش نژادی این روستا ۷۹٫۲۴٪ سفید، ۱٫۳۵٪ آفریقایی آمریکایی، ۰٫۸۸٪ بومی، ۴٫۴۰٪ آسیایی، ۰٫۰۲٪ جزیره اقیانوس آرام، ۱۱٫۵۵٪ از نژادهای دیگر و ۲٫۵۶٪ از دو یا بیشتر نژادها است. اسپانیایی یا لاتین در کل نژادها ۳۵٫۳۵٪ از جمعیت بود.

روزمونت جزو نخستین مکان‌هایی در ایالات متحده به همراه بودون، جورجیا در سال ۲۰۰۰ بود که با بالاترین درصد از نسل بلغاری گزارش شده بود.

## اقتصاد
روزمونت بین فرودگاه بین‌المللی اوهر شیکاگو و شهر شیکاگو قرار دارد. با توجه به موقعیت آن، بخش بزرگی از روستا توسط هتل‌های بزرگ و ساختمان‌های اداری اشغال شده‌است. بیشتر هتل‌های اصلی که در ایالات متحده فعالیت می‌کنند، در روزمونت حضور دارند، از جمله هایت، هیلتون ورلدواید و گروه هتل‌های اینترکنتیننتال و غیره.
هواپیمایی امارات دارای دفتری در روزمونت است.